# Talas (Bezirk)

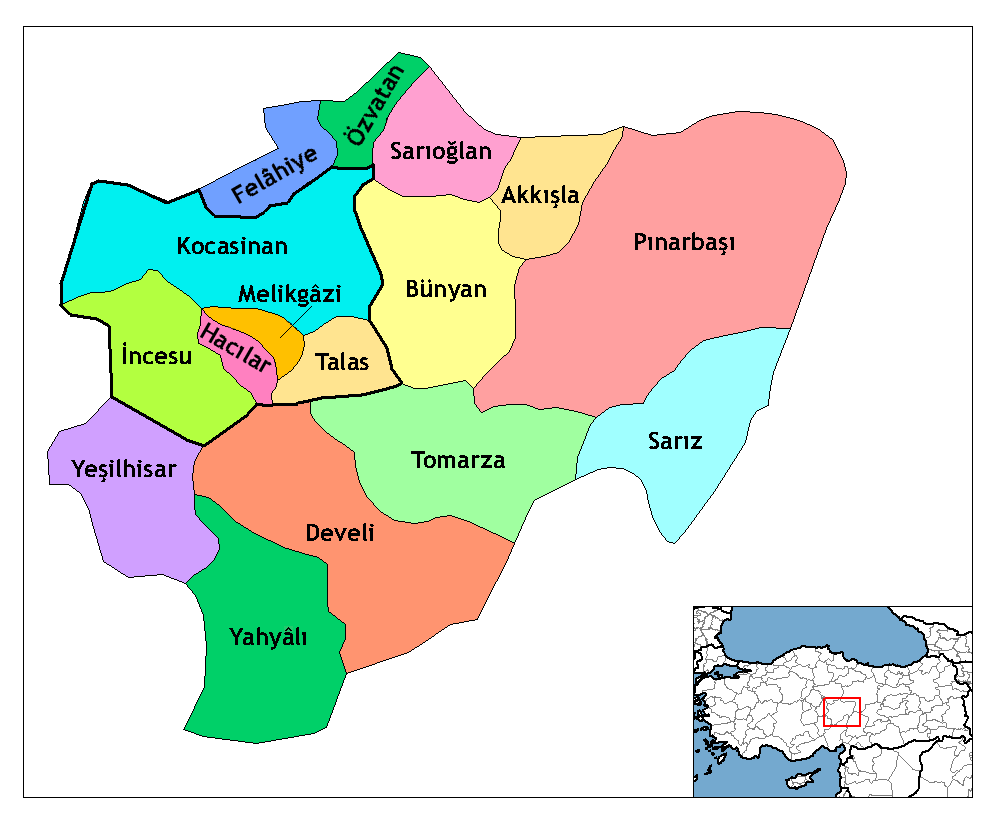
Lage des Landkreises Talas in der türkischen Provinz Kayseri

Talas ist ein Landkreis im Zentrum der Provinz Kayseri in Zentralanatolien in der Türkei. Hauptort des Landkreises ist die gleichnamige Stadt Talas. Landrat (Kaymakam) des Landkreises ist Salih Bıçak.
Der Landkreis Talas hatte im Jahr 2000 60.925 Einwohner, nach den statistischen Angaben des Jahres 2008 waren es 81.399 Einwohner.